# Serie E.656 de FS
La Serie E.656/E.655 de Trenitalia es una serie de locomotoras eléctricas reostáticas articuladas utilizadas tanto para pasajeros como para mercancías.

## Historia
Estas máquinas fueron encargadas por Ferrovie dello Stato en los años 1970 dentro de un plan de reorganización de su material rodante, debido a que la primera generación de locomotoras eléctricas de pasajeros se estaba quedando obsoleta, después de 40 años de servicio.
A pesar del éxito de las para entonces nuevas locomotoras E.444, capaces de alcanzar velocidades de 200 km/h, FS necesitaba unas locomotoras aún más potentes. 
Con una potencia total de 4800kW, la tracción estaba repartida en 12 motores que funcionaban con corriente continua de 400kW cada uno. Poseían tres bogies de dos ejes cada uno (disposición Bo'Bo'Bo') y un peso de 120 toneladas, lo que las convertía en unas máquinas muy potentes que podían circular a velocidades de 160 km/h, aunque estaban limitadas a 150 km/h. Se utilizaban principalmente para remolcar pesados trenes de mercancías en líneas de ferrocarril de gran pendiente, siendo apodadas Caimanes por un logotipo característico que llevaban en un lateral de la cabina. 
En el año 1998 comenzó un proyecto de remodelación de estas locomotoras, creándose la nueva subserie E.656c (c significa "cargas") que posteriormente se renumeraría como E.655 y reduciéndose su relación de transmisión, con una limitación de velocidad rebajada a 120 km/h.

## Unidades significativas
- E.655.200 había sido equipada con dos convertidores estáticos ARSA para la realización de pruebas.
- E.656.458 y E.656.468 montaban unidades digitales de control Octopus, que permiten el control remoto de dos o más locomotoras desde una sola cabina de conducción. Estas unidades también tenían cuatro "shunts" de campo débil en combinaciones paralelas y superparalelas como unidades de la sexta serie.

## Accidentes e incidentes

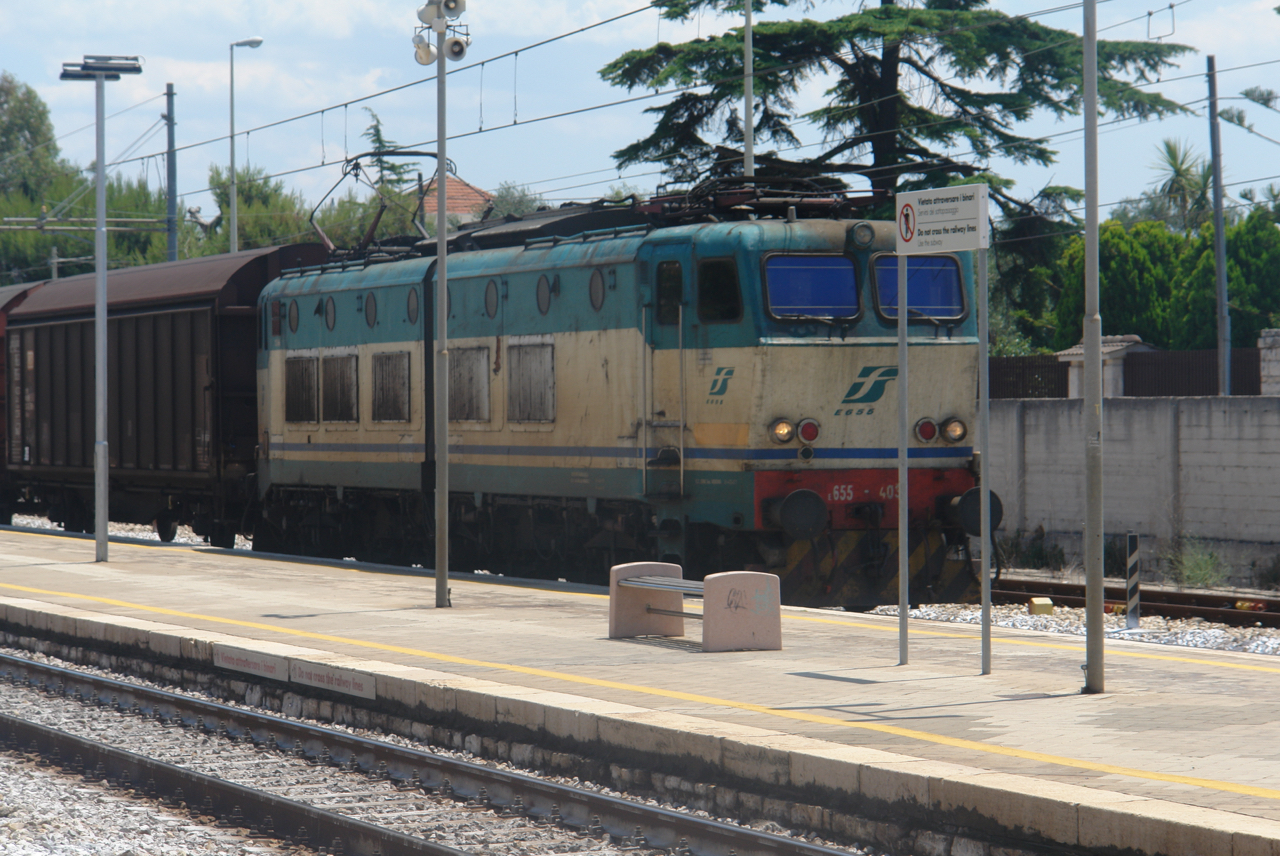
La E.655.403 (previamente E.656.403), la unidad envuelta en el accidente Roma Casilina

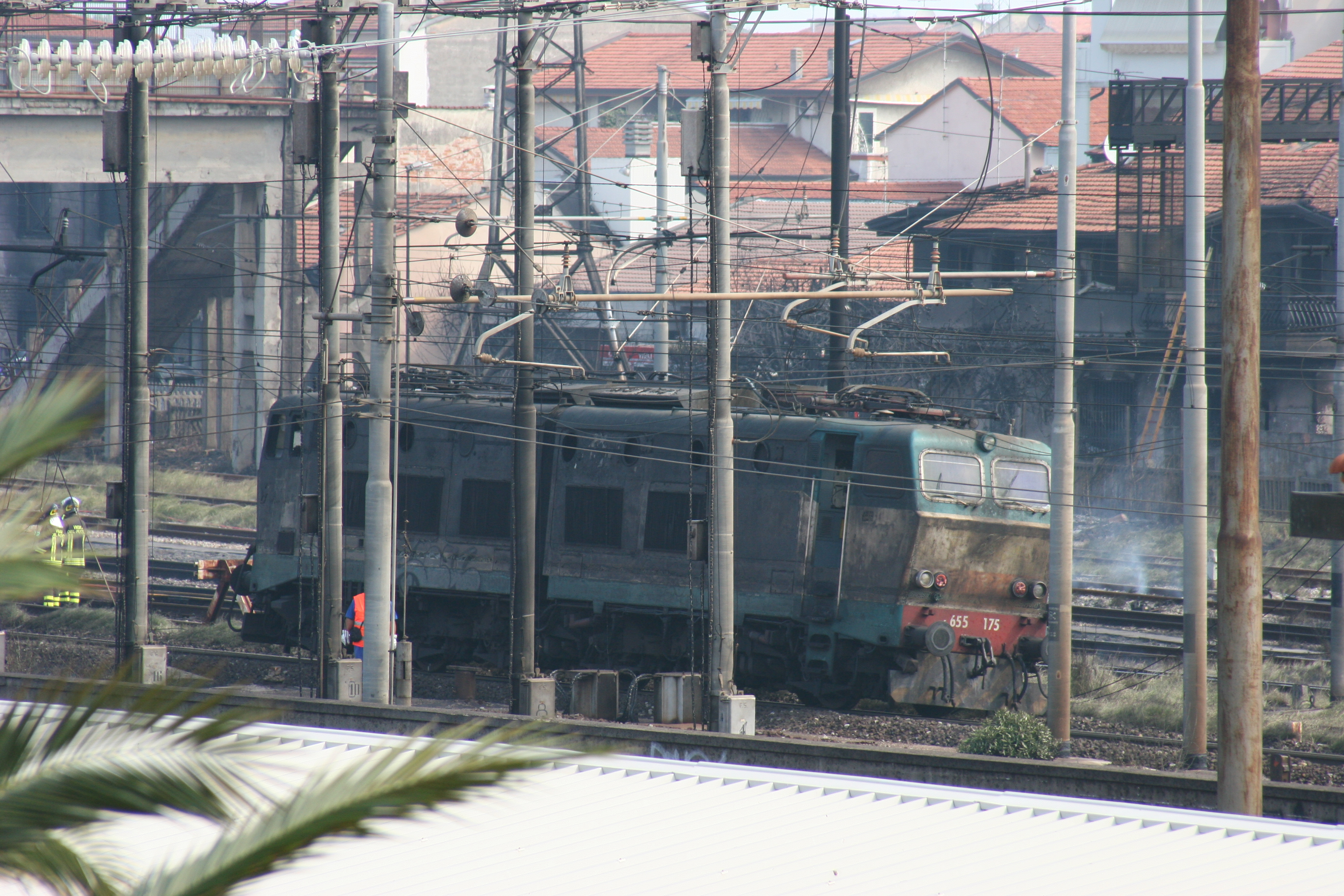
La E.655.175, fotografiada la mañana anterior al descarrilamiento de Viareggio

- 21 de noviembre de 1980; Desastre ferroviario de Curinga: Las unidades 075 y 280 inutilizadas. Ambas desechadas en julio de 1983.[2]
- 14 de marzo de 1995; el tren E.656.542 no recibió una señal de parada cerca de Chiusi-Città della Pieve, chocando con la unidad E.656.181
- 5 de julio; cerca de  Cuzzago, impacto de la unidad E.656.272 contra otro tren, causando 2 muertos y 51 heridos.
- 20 de agosto de 1996; la E.656.225 descarriló cerca de Bolonia San Ruffillo. Dos heridos.
- 2 de agosto de 1997; rotura del gancho de tracción de la unidad E.656.403, causando el descarrilamiento de uno de los coches cerca de Roma Casilina. Cuatro personas resultaron gravemente heridas. El accidente fue causado por un exceso de velocidad. El tren iba a 90 km/h en lugar de 30 km/h.
- 4 de junio de 2000; un tren de carga aplasta a otro tren de carga cerca de Solignano. Cuatro muertos y un herido.
- 20 de julio de 2001; la unidad E.656.032 sufrió el descarrilamiento de Rometta Marea.
- 5 de mayo de 2004; la E.656.608 descarriló cerca de Libarna y chocó contra un tren de carga con la E.655.511 y la E.655.505.
- 29 de junio de 2009; la E.655.175 fue la locomotora que transportaba el tren de carga que sufrió el descarrilamiento e incendio en Viareggio.[3]